# Chrysolina claripes
Chrysolina claripes é uma espécie de artrópode pertencente à família Chrysomelidae.